# یوکایچی، میه
یوکّایچی در استان میه در کشور ژاپن واقع شده‌است که دارای جمعیت ۳۰۶٬۵۸۴ نفر و مساحت ۲۰۵٫۵۳ کیلومتر مربع با تراکم جمعیت ۱٬۴۹۲ نفر در کیلومترمربع است و در تاریخ ۸ ژانویه ۱۸۹۷ به عنوان شهر شناخته شد.